# Artillerieschule

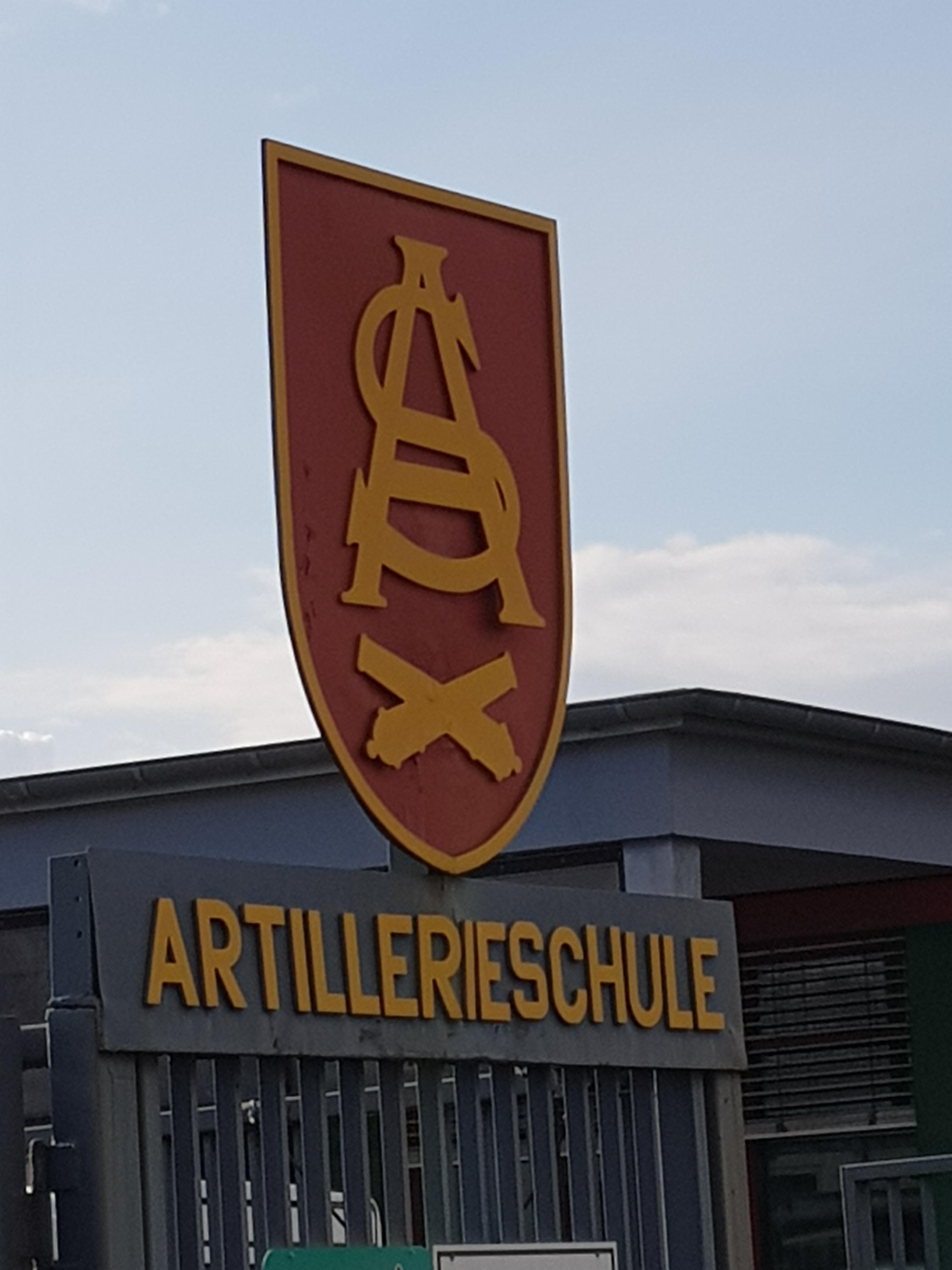
Wappen und Schriftzug der Artillerieschule an der Einfahrt

Die Artillerieschule (ArtS; von 2015 bis zum 31. März 2021 Ausbildungsbereich Streitkräftegemeinsame Taktische Feuerunterstützung/Indirektes Feuer; AusbBer STF/IndirF) ist eine der Ausbildungseinrichtungen des Heeres und die zentrale Ausbildungsstätte der Truppengattung Artillerietruppe des Heeres sowie für Indirektes Feuer der Bundeswehr. Sie untersteht der Panzertruppenschule in Munster und ist in Idar-Oberstein in der gleichnamigen Liegenschaft „Artillerieschule“ stationiert.

## Auftrag
Die Artillerieschule bildet alle Artilleristen und Mörsersoldaten (Offiziere, Unteroffiziere und Anwärter) in verschiedenen Lehrgängen aus. Sie ist verantwortlich für deren individuelle Aus-, Fort- und Weiterbildung und für die Einsatzvorbereitung aller taktischen Feuerunterstützung-Koordinierungselemente wie Joint Fire Support Team (JFST), Joint Fire Support Coordination Team (JFSCT) und Joint Fire Support Coordination Group (JFSCG).

## Gliederung

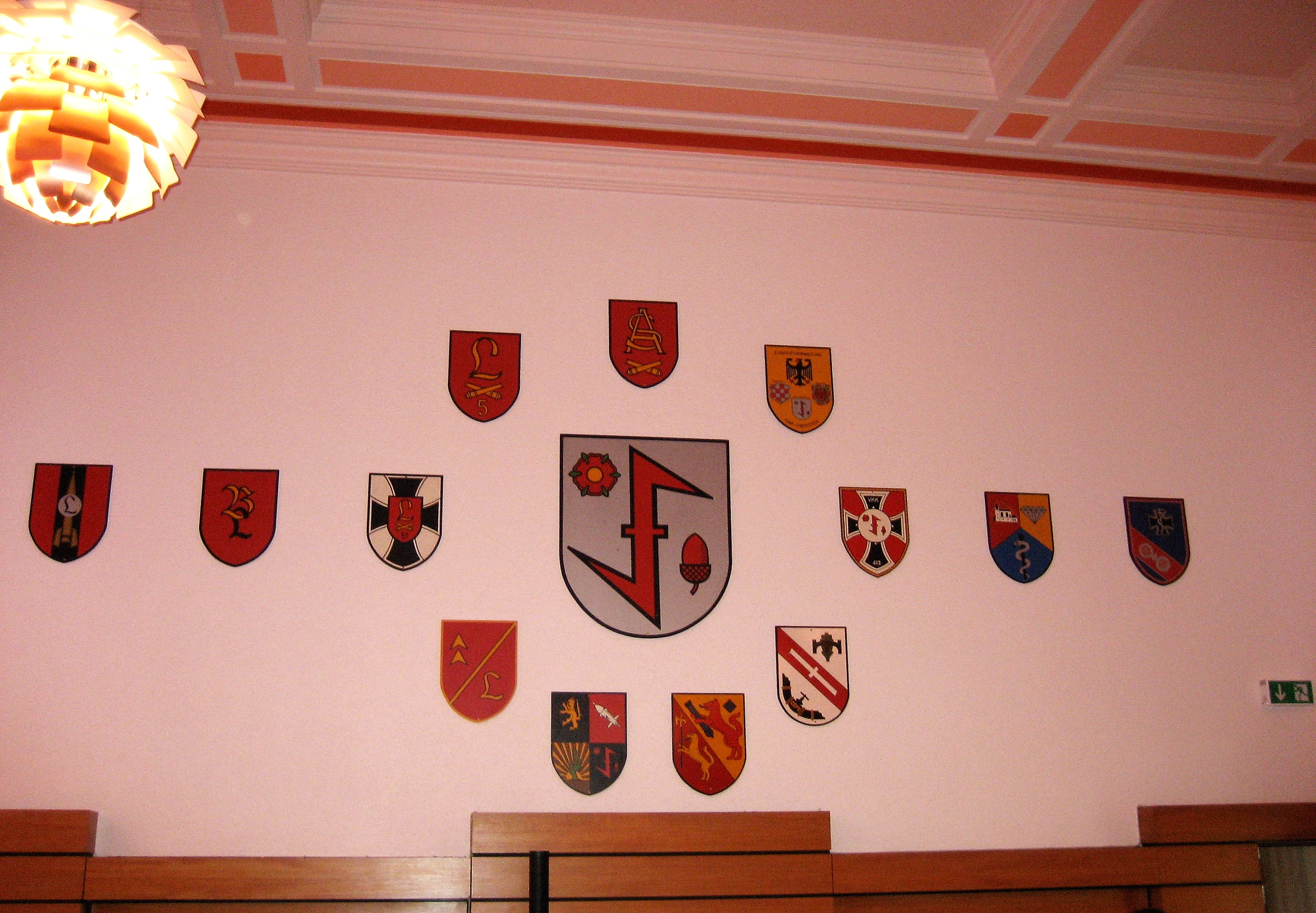
Großer Saal im Haus der Artilleristenkameradschaft Idar-Oberstein e. V. mit Stadtwappen (Mitte) und Wappen (ehem.) Dienststellen des Standortes

Die Artillerieschule ist der Panzertruppenschule in Munster unterstellt. Der Leiter der Artillerieschule ist ein Oberst, der in Personalunion auch „General der Artillerietruppe“ ist. Damit ist er höchster Repräsentant der Truppengattung und im besonderen Aufgabenbereich dem Inspekteur des Heeres unterstellt.
Die Artillerieschule gliedert sich in:
- Stabszug
- Bereich Versorgung
- Verbindungsoffizier Niederländische Streitkräfte und Niederländische Inspektion
- Flugsicherheit unbemannte Luftfahrzeuge
- Truppenfachlehrer (seit 2020 auch Special Branch Instructor Competence Center)
- Aerologischer Messzug
- Bereich Lehre und Ausbildung
  - VI. Inspektion Offizierausbildung (OffzAusb)
  - VII. Inspektion Unteroffizierausbildung (UffzAusb)
  - Zentrale Ausbildungseinrichtung Streitkräftegemeinsame Taktische Feuerunterstützung/Indirektes Feuer (ZA STF)

## Geschichte

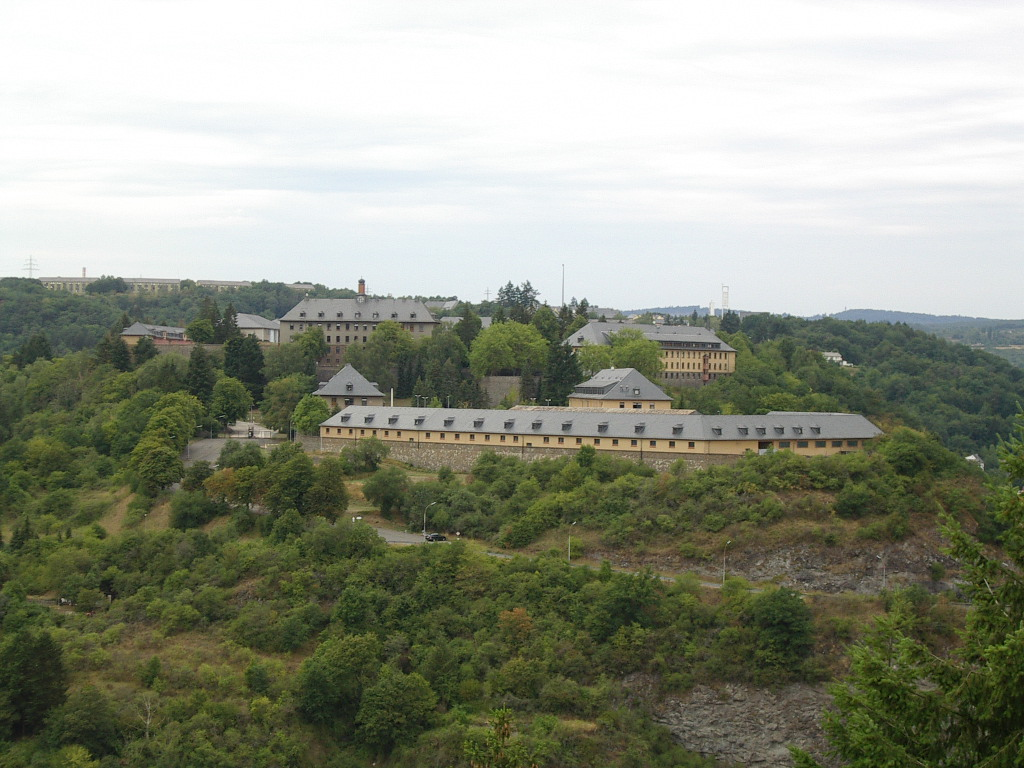
Klotzberg-Kaserne

Die Artillerieschule (ArtS) wurde als zentrale Aus- und Weiterbildungseinrichtung der Artillerietruppe des Heeres 1956 in Idar-Oberstein, Klotzberg-Kaserne gegründet. Sie war dem General der Artillerie im Heeresamt unterstellt. In den 1960er Jahren wurden auch Einrichtungen in Baumholder (Lager Wilhelmswald, Lager Aulenbach und in den Straßen Hinterm Turm und Grünbacher Weg) genutzt. Schwerpunkt war die Ausbildung der Rohrartilleristen. Dabei wurde die Schule von den Truppenteilen des Artillerielehrregiments 5 in Idar-Oberstein und Kusel unterstützt.
Die Truppenschule Artillerie (TrSArt) wurde mit Vorauspersonal ab 26. April 1956 gebildet und zum 29. Juni 1956 aufgestellt. Am 1. April 1957 wurde sie in Artillerieschule umbenannt und nahm den Betrieb mit den Lehrgruppen A und B in der Klotzberg-Kaserne auf. Am 30. Juli 1959 erfolgte eine Umgliederung: die Lehrgruppe A wurde in Lehrgruppe B sowie die Lehrgruppe B in Lehrgruppe C umbenannt. Am 1. April 1961 wurde die Lehrgruppe D in der Klotzberg-Kaserne eingerichtet. Zum 1. Oktober 1964 folgte die Neuaufstellung der Lehrgruppe A, 1967 ihre Verlegung in die Rilchenberg-Kaserne (heutige Liegenschaftsbezeichnung: Artillerieschule), 1969 ihre Auflösung. Im Juni 1967 wechselte der Stab der Artillerieschule von der Klotzberg- in die Rilchenberg-Kaserne. In diesem Jahr wurde auch 100 Jahre ArtS gefeiert. Die Lehrgruppe B wurde zum 1. Oktober 1981 aufgelöst und die bisher in der Selfkant-Kaserne Geilenkirchen stationierte Raketenschule der Artillerie als neue Lehrgruppe B integriert, jedoch in der Rilchenberg-Kaserne stationiert, bis sie am 30. September 2007 aufgelöst wurde. Die Lehrgruppe C verblieb bis zu ihrer Auflösung zum 31. Dezember 1994 in der Klotzberg-Kaserne. Die Lehrgruppe A beendete zum 30. September 2007 ihre Tätigkeit. Zeitweise war der Schule das Offizieranwärterbataillon Idar-Oberstein angegliedert.
Zum 1. Juli 2013 wurde der Unterstellungswechsel der Artillerieschule vom Heeresamt zum Ausbildungskommando vollzogen. Die Gruppe Weiterentwicklung wurde zum 1. Oktober 2013 aufgelöst. Das Personal wechselte zum Amt für Heeresentwicklung. Im Rahmen der Neuausrichtung der Bundeswehr wurde die Artillerieschule 2015 in Ausbildungsbereich Streitkräftegemeinsame Taktische Feuerunterstützung/Indirektes Feuer (AusbBer STF/IndirF) umbenannt und umgegliedert sowie dem damaligen Ausbildungszentrum Munster unterstellt. Um den Traditionsnamen Artillerieschule zu erhalten, wurde die Rilchenberg-Kaserne am 22. Dezember 2014 durch Oberst Koolman und Oberbürgermeister Zimmer in Artillerieschule umbenannt.
Das Feldwebel-/Unteroffizieranwärterbataillon 1 (FA/UA Btl 1) in Sondershausen unterstand bis Mitte 2016 dem Ausbildungsbereich und danach der Unteroffizierschule des Heeres.
Nach Schaffung der infrastrukturellen Voraussetzungen erfolgte 2017 die Verlegung der Inspektion Sprachausbildung Offizieranwärter nach Dresden mit Eingliederung als XI. Inspektion der Lehrgruppe B der Offizierschule des Heeres. Das Offizieranwärterbataillon Idar-Oberstein wurde mit Ablauf des Jahres 2012 aufgelöst. Die III. Inspektion, die die Allgemeine Grundausbildung durchführte, wurde in der zweiten Jahreshälfte 2013 aufgelöst. Der Schießsimulator Schützenpanzer Marder (der II. Inspektion zugeordnet) wurde in der ersten Jahreshälfte 2015 aufgelöst.
Der Schieß-Simulator, Art (BT 33) für die Beobachterausbildung (jetzt Ausbildungssimulator Indirektes Feuer (ASIF) genannt) wurde modernisiert und zwei Simulatoren in Idar-Oberstein, einer in Munster stationiert. Weitere sind für das Artilleriebataillon 131 und das Artilleriebataillon 295 vorgesehen.
Zum 1. April 2021 wurde der „Ausbildungsbereich Streitkräftegemeinsame Taktische Feuerunterstützung/Indirektes Feuer“ in Artillerieschule rückbenannt. Es wurden zehn Ausbildungseinrichtungen des Heeres umbenannt. Meist erhielten sie ihre traditionellen Namen zurück; das der ArtS übergeordnete Ausbildungszentrum Munster heißt wieder Panzertruppenschule. Die Umbenennungen sollen im Sinne des Traditionserlasses identitätsstiftend wirken; die Kosten der Umbenennungsaktionen 2015/2021 wurden nicht beziffert.
Am 27. April 2023 wurde das Kommando über die Artillerieschule an Oberst Olaf Tuneke übertragen und der bisherige Leiter und General der Artillerietruppe Dieter Felber in den Ruhestand verabschiedet. Am 16. September 2024 besuchte Bundesminister der Verteidigung Boris Pistorius die Artillerieschule.

## Ärmelabzeichen
Die Grundform des Verbandsabzeichens entspricht dem des Amtes für Heeresentwicklung. Es ist ein Schild mit rotem Grund und zeigt zwei gekreuzte Schwertern. Unter den Schwertern im Schildfuß steht ein weißes „S“, welches die Ausbildungseinrichtungen des Heeres kennzeichnet. Die Paspelierung des Abzeichens ist, der Waffenfarbe der Truppengattung entsprechend, hochrot. Das Verbandsabzeichen wird am linken Ärmel des Dienstanzuges getragen.

## Internes Verbandsabzeichen

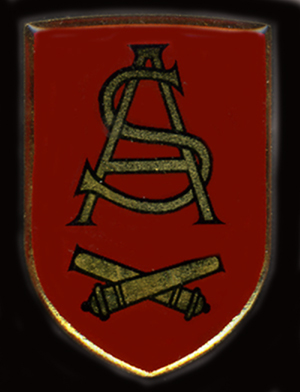
Internes Verbandsabzeichen

Das interne Verbandsabzeichen zeigt die verschlungenen Buchstaben „A“ und „S“ für die Artillerieschule und zwei gekreuzte Kanonenrohre auf rotem Grund. Es wird als Brustanhänger an der rechten Brusttasche getragen.

## Kommandeure
| Dienstgrad     | Name                   | Jahrgang | Kommandeur von      | Kommandeur bis      |
| -------------- | ---------------------- | -------- | ------------------- | ------------------- |
| Brigadegeneral | Ignaz Peslmüller       | 1897     | 29. Juni 1956       | 10. Juli 1957       |
| Oberst         | Wilhelm Schaeffer      | 1903     | 10. Juli 1957       | 16. Februar 1959    |
| Brigadegeneral | Fritz Albrecht         | 1905     | 16. Februar 1959    | 30. September 1963  |
| Brigadegeneral | Günter-Joachim Rothe   | 1915     | 1. Oktober 1963     | 30. September 1967  |
| Brigadegeneral | Ulrich Boës            | 1911     | 1. Oktober 1967     | 30. September 1969  |
| Brigadegeneral | Friedrich Buchenau     | 1914     | 1. Oktober 1969     | 30. Juni 1972       |
| Brigadegeneral | Josef Wilhelm          | 1921     | 1. Juli 1972        | 31. August 1978     |
| Brigadegeneral | Dieter Fingerhuth      | 1920     | 1. Oktober 1978     | 31. März 1980       |
| Brigadegeneral | Rudolf Promies         | 1927     | 1. April 1980       | 26. Oktober 1980    |
| Brigadegeneral | Christoph-Adolf Fürus  | 1928     | 7. Dezember 1980    | 31. März 1983       |
| Brigadegeneral | Peter Rohde            | 1934     | 1. April 1983       | 28. November 1986   |
| Brigadegeneral | Heribert Göttelmann    | 1936     | 28. November 1986   | 26. September 1991  |
| Brigadegeneral | Wolfgang Fischer       | 1935     | 26. September 1991  | 24. März 1995       |
| Brigadegeneral | Reinhard Reichhelm     | 1937     | 24. März 1995       | 20. März 1997       |
| Brigadegeneral | Jochen Schneider       | 1947     | 20. März 1997       | 25. Oktober 2001    |
| Brigadegeneral | Heinrich Fischer       | 1951     | 25. Oktober 2001    | 19. März 2008       |
| Brigadegeneral | Heribert Hupka         | 1953     | 19. März 2008       | 26. Juni 2015       |
| Oberst         | Fiepko Koolman         | 1956     | 26. Juni 2015       | 22. März 2018       |
| Oberst         | Dietmar Manfred Felber | 1960     | 22. März 2018       | 27. April 2023      |
| Oberst         | Olaf Tuneke            | 1972     | seit 27. April 2023 | seit 27. April 2023 |

## Ehemalige Raketenartillerieschulen der Bundeswehr

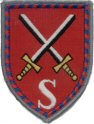
RakS (H)

Artillerieschule

Die Ausbildung der Raketenartilleristen erfolgte bis 1981 an einer eigenen Schule in Verbindung mit dem Lehr-Bataillon.
- Raketenschule des Heeres (RakSH):

Mit Aufstellung zunächst ab 1958 als Teil der Artillerieschule (Lehrgruppe D), aber mit Standort in Köln-Longerich, ab 1964 als eigene Schule bis 1974 in der Donnerberg-Kaserne in Eschweiler. Umgegliedert mit Verlegung nach Geilenkirchen.
- Raketenschule der Artillerie (RakSArt):

Ab 1974 bis 1981 in Geilenkirchen in der Selfkantkaserne. 1981 aufgelöst und als Lehrgruppe B in die Artillerieschule in Idar-Oberstein eingegliedert.
Seit 1981 wird die Ausbildung der Raketenartilleristen ausschließlich an der Artillerieschule in Idar-Oberstein durchgeführt.

Waffensysteme der Raketenartilleriebataillone
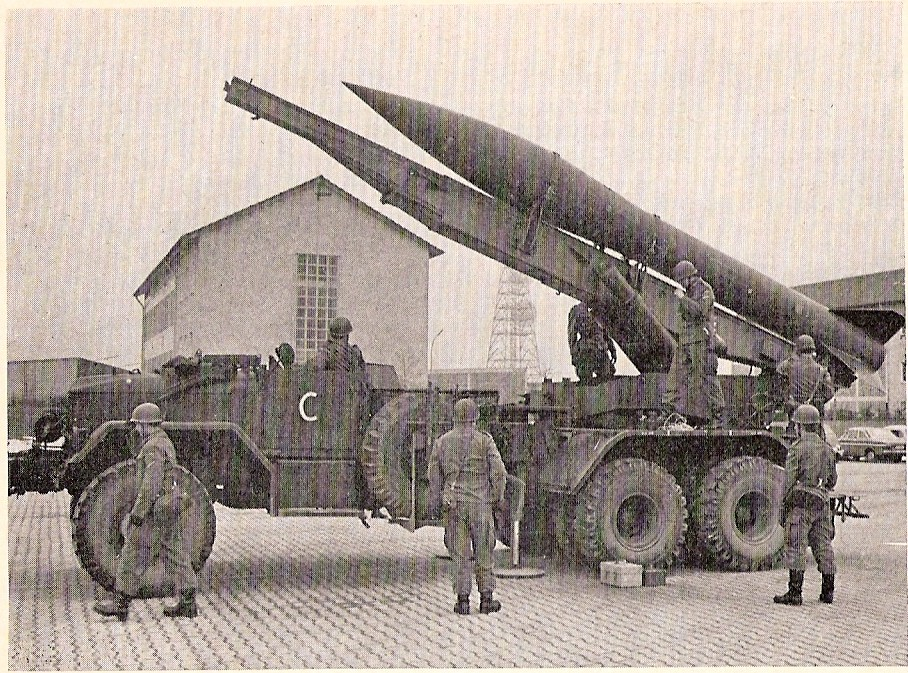
MGR-1 Honest John der Raketenartillerie
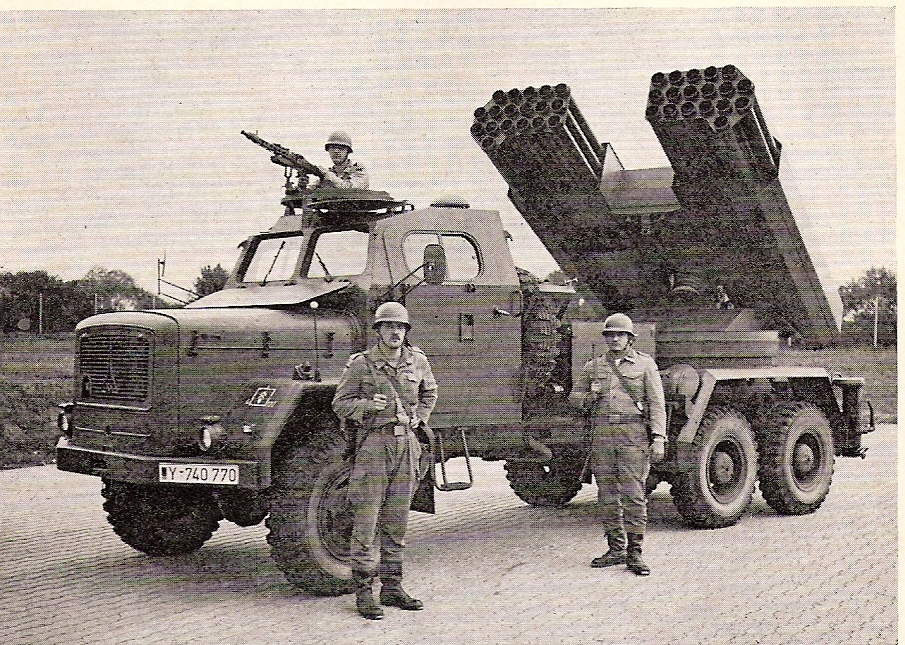
LARS 1 Mehrfachraketenwerfer 110 SF, auf Magirus-Deutz Jupiter 6x6
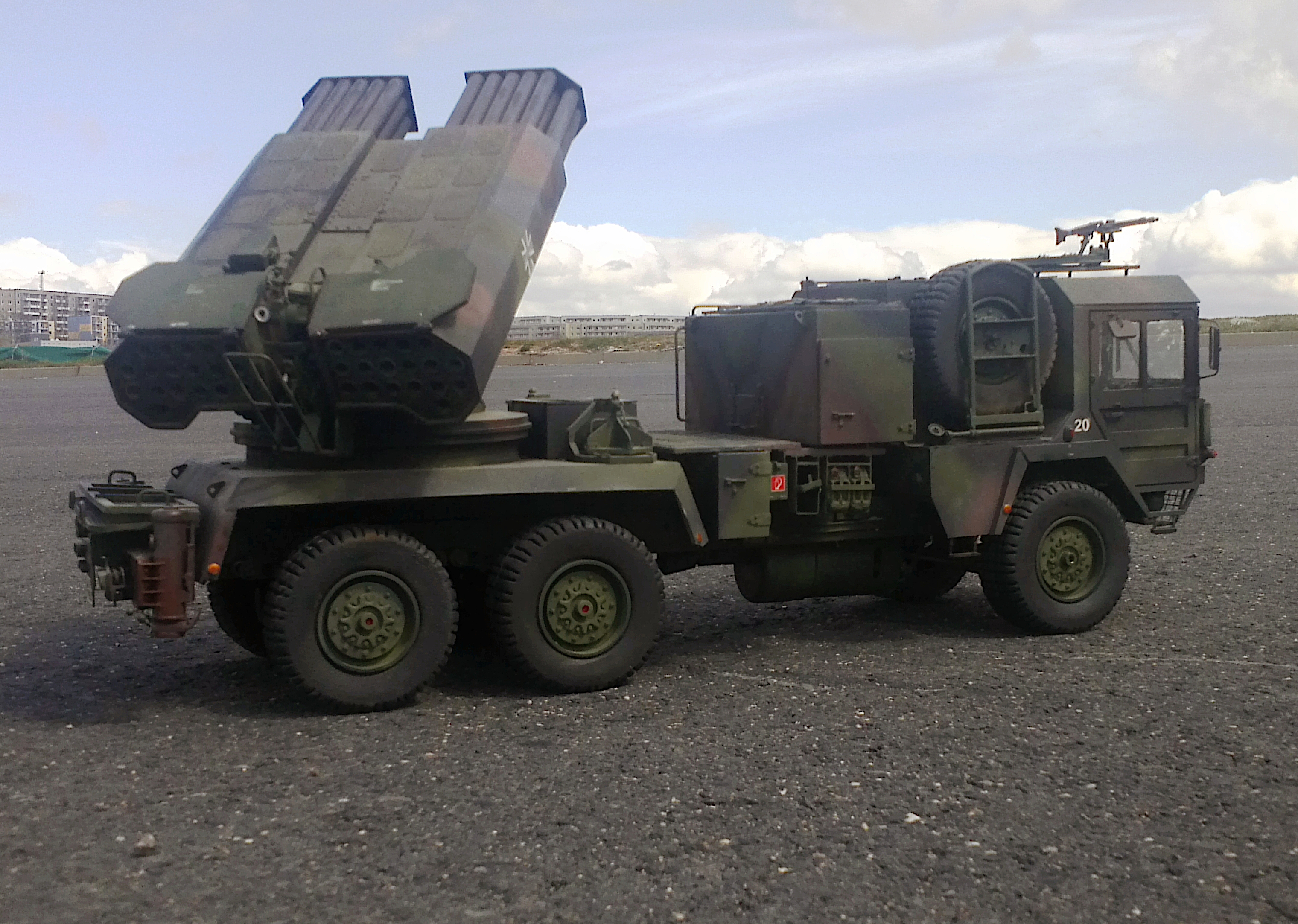
Lars 2, Mehrfachraketenwerfer 110 SF, auf MAN 6x6, 7 to, gl.
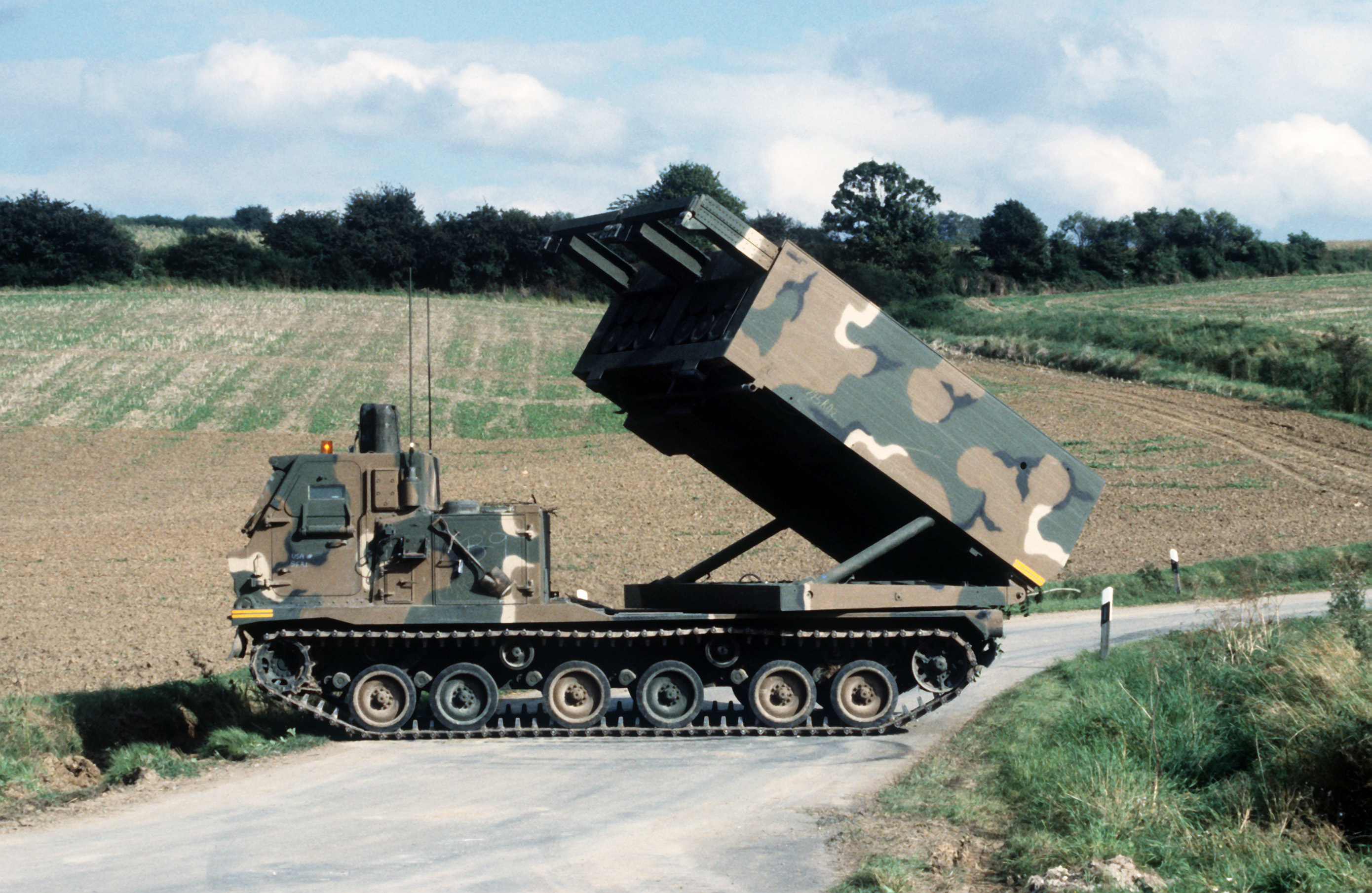
MARS (Abb.: US-MLRS)
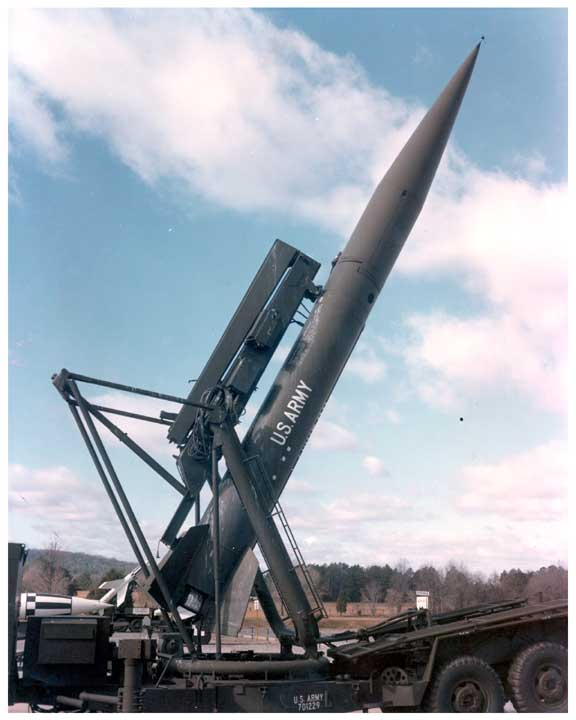
Sergeant
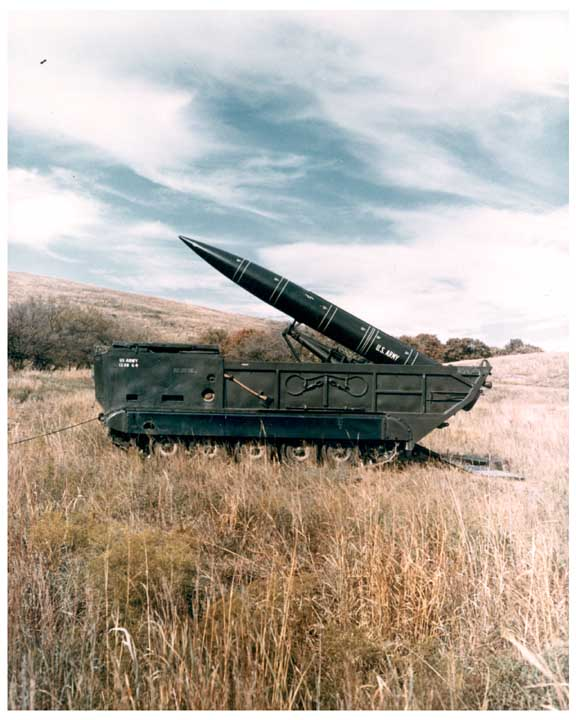
Lance

## Zeitschrift der Artillerietruppe „Zu Gleich“
Unter Federführung des Leiters der Artillerieschule erscheint seit dem IV. Quartal 1995 die Zeitschrift der Artillerietruppe Zu Gleich. Dieser Schlachtruf der Artillerie war namensgebend. Anfangs im DIN A5-Format und unregelmäßig, erscheint die Zeitschrift seit 2002 halbjährlich im DIN-A4-Format und umfasst ca. 60 Seiten. Zu Gleich versteht sich als Informationszeitschrift von Artilleristen für Artilleristen, für Aktive, Nichtaktive und Externe, die an der Artillerie interessiert sind.

## Freundeskreis der Artillerietruppe
Der Freundeskreis der Artillerietruppe e. V. hat seinen Sitz in der Liegenschaft Artillerieschule. Er wurde 2007 gegründet und im Vereinsregister des Amtsgerichts Bad Kreuznach eingetragen. Zweck ist, den Mitgliedern ein Forum mittels Vorträgen, Diskussionen, Publikationen und Begegnungen über verteidigungspolitische, taktisch-operative Aufgaben der Bundeswehr im Allgemeinen und technischen Fragen und Problemen sowie über die Weiterentwicklung der Artillerietruppe im Speziellen zu geben. Des Weiteren soll der Auftrag und die Bedeutung der Artillerietruppe in der Öffentlichkeit vermittelt werden. Der Verein ist als gemeinnützig anerkannt. Präsident ist der ehemalige General der Artillerie und Kommandeur der Artillerieschule, Brigadegeneral a. D. Heribert Hupka. Auf der Internetseite des Vereins sind die Online-Ausgaben der Zeitschrift der Artillerietruppe Zu Gleich kostenlos herunterladbar.

## Gesellschaft für Artilleriekunde
Die Gesellschaft für Artilleriekunde e. V. (GfAk) wurde 1970 an der Artillerieschule in Idar-Oberstein von aktiven und ehemaligen Artilleristen gegründet.
Seine wesentlichen Ziele und Leistungen sind der Betrieb eines Archivs, einer Lehr- und Studiensammlung über die Entwicklung der Artillerie, die Verbreitung von Informationen über die Artillerie in Geschichte und Gegenwart und die Förderung von historischen und wissenschaftlichen Arbeiten auf dem Gebiet der Artilleriekunde.
Vom Kommando Heer wurde der Gesellschaft für Artilleriekunde am 4. August 2020 der offizielle Status einer Privaten Militärgeschichtlichen Sammlung zuerkannt. Dies ist die Grundlage, um im Geschäftsbereich des Bundesministeriums der Verteidigung militärgeschichtliche Sammel- und Lehrtätigkeiten auszuüben. Das Ziel, aus der Lehrsammlung ein Deutsches Artilleriemuseum Idar-Oberstein durch Auszubau entstehen zu lassen, wird weiter verfolgt.

## Historische deutsche Artillerieschulen des Heeres
- Artillerieschule (Hannover)[12]
- Berlin, Vereinigte Artillerie- und Ingenieurschule, Preußische Armee
- Jüterbog, Preußische Armee / Wehrmacht
- Neisse O.S., Artillerieschule, Wehrmacht
- Artillerieschule des Heeres Jüterbog (bis 1942)
- Artillerieschule I Berlin, dann Meißen (1942 bis 1945)
- Artillerieschule II Jüterbog, dann Groß Born (1942 bis 1945)
- Artillerieschule III Thorn (Truppenübungsplatz Thorn, später Suippes bei Châlons-en-Champagne) (1943 bis 1944)
- SS-Artillerieschule I Glau bei Berlin
- SS-Artillerieschule II Beneschhau/Böhmen

## Patenschaft mit der Stadt Idar-Oberstein

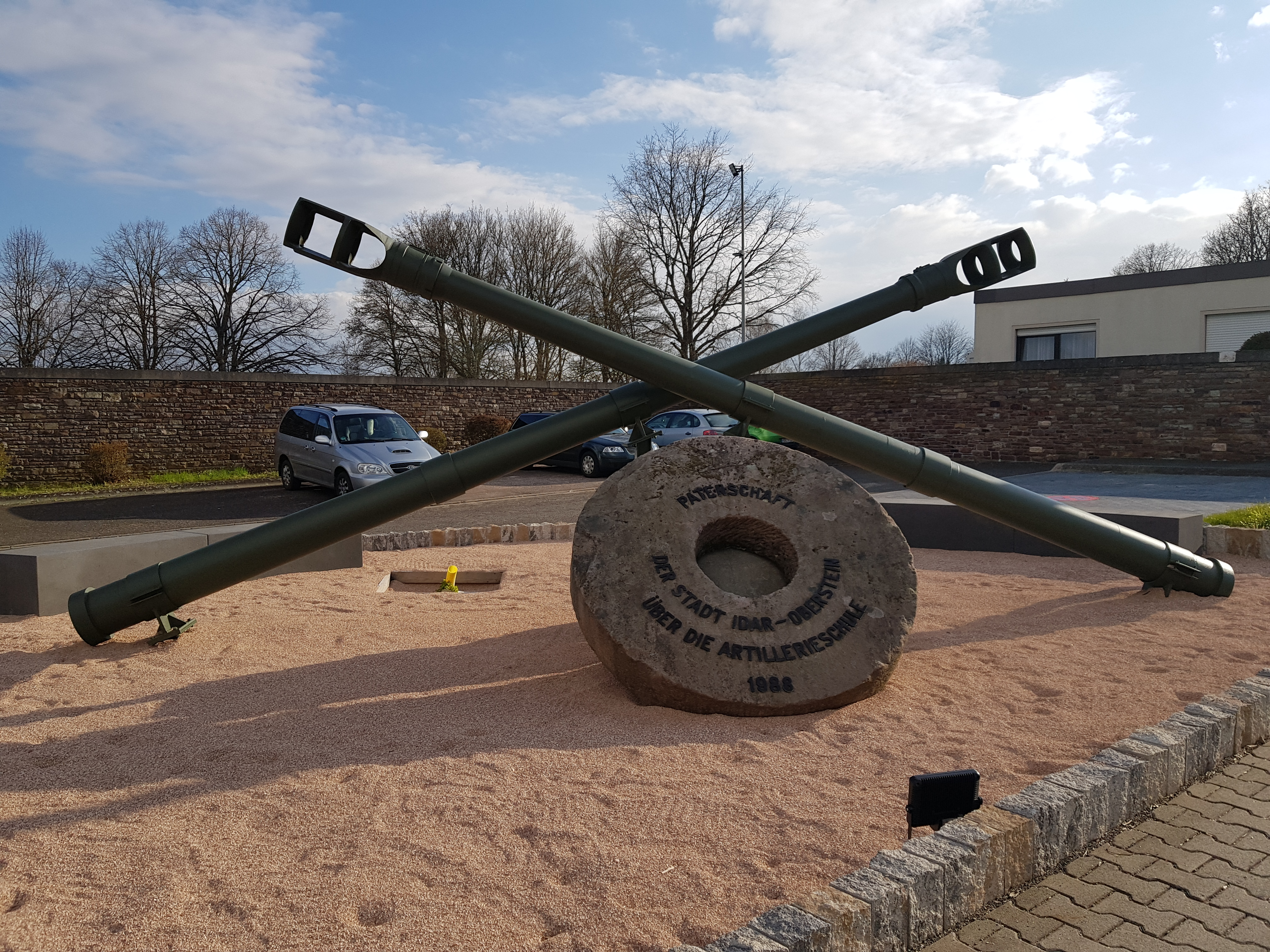
Patenschaftsdenkmal der Artillerieschule mit der Stadt Idar-Oberstein (vor der Einfahrt zur Schule)

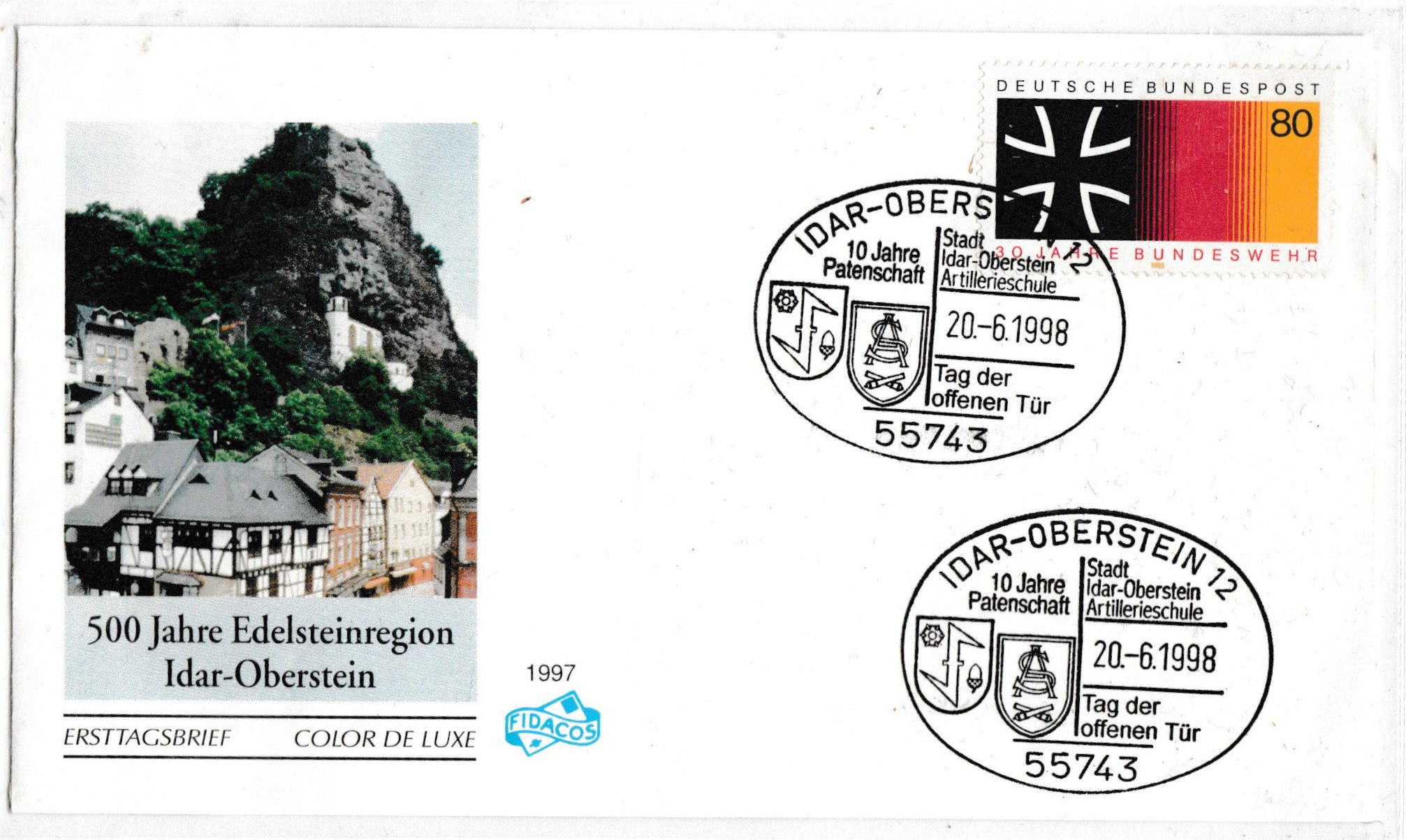
Ersttagsbrief anlässlich 10-Jahre Patenschaft

Am 12. Juni 1988 beschloss der Stadtrat von Idar-Oberstein der Bundeswehr anzubieten, dass die Stadt eine offizielle Patenschaft für die Artillerieschule übernimmt. Die hierzu notwendige Patenschaftsurkunde wurde am 12. Juni 1988 von Brigadegeneral Heribert Göttelmann und Oberbürgermeister Erwin Korb unterzeichnet. 2013 wurde während eines feierlichen Festaktes im Stadttheater das 25-jährige Bestehen der Patenschaft gefeiert. Im Mai 2014 wurde in Zusammenhang mit der geplanten Umbenennung der Artillerieschule in Ausbildungsbereich Streitkräftegemeinsame Taktische Feuerunterstützung/Indirektes Feuer durch eine Stadtratsresolution dem Bundesministerium der Verteidigung vorgeschlagen, zur Wahrung der Traditionspflege und der guten Beziehungen zwischen Stadt und Bundeswehr die Rilchenberg-Kaserne in Artillerieschule umzubenennen, um den Namen Artillerieschule auch nach der Streitkräftereform zu erhalten. Die Umbenennung wurde vorgenommen.